# 胡季犛
胡 季犛（こ きり、ホー・クイ・リ、ベトナム語: Hồ Quý Ly、1336年 - 1407年）は、ベトナム胡朝の初代皇帝（在位：1400年）。

## 生涯
胡朝は、古代中国周代の諸侯国のひとつ陳の建国者胡公の子孫を主張しており、胡公は、中国神話の君主舜の後裔とされ、そのため、胡季犛によって舜は胡朝の始祖として認められている。
ベトナム北中部のタインホア（清化）出身。その祖先の胡興逸は五代十国時代（940年代）に婺州永康県から南下・移住した。胡季犛の高祖父の胡廉は宣尉の黎訓の養子となったので、姓を胡から黎に改めた。
陳朝第9代皇帝芸宗の母方の従兄弟にあたる外戚として仕え、枢密大使まで昇格し、チャンパの侵攻を撃退して同中書門下平章事（宰相）となる。1388年、芸宗の甥を退けて陳顒を第12代皇帝順宗として擁立し、1397年タインホアに遷都させた。
1400年、陳朝の衰退に付け入って第13代皇帝少帝から帝位を簒奪し、国号を大虞、姓を黎から胡に改めたが、同年子の胡漢蒼に譲位して太上皇と称し、ベトナム初となる紙幣の発行や、民族文字チュノム（字喃）を用いた文芸の奨励を行うなどの改革を行った。ところが、明の永楽帝は陳朝の新帝として陳添平を擁立し、胡季犛がこれを退けたため、1406年に陳朝復興を口実として明軍が侵攻し、翌年帝都タインホアが陥落、胡季犛・胡漢蒼親子はハティン（河静）で明軍に捕らえられた。その後南京で斬首に処されたともいわれたが、永楽帝に釈放され、広西の役人に任命された説もある。